# Konstantin Konstantinowitsch Neupokojew
Konstantin Konstantinowitsch Neupokojew (russisch Константин Константинович Неупокоев; * 11. Septemberjul. / 23. September 1884greg. in St. Petersburg; † 19. Januar 1924 in Petrograd) war ein russisch-sowjetischer Marineoffizier, Hydrograph und Polarforscher.

## Leben
Neupokojew war ein Sohn des Generalmajors des Flottensteuermann-Korps Konstantin Michailowitsch Neupokojew und hatte 11 Geschwister.
Nach dem Gymnasiumsbesuch trat Neupokojew in das Marine-Kadettenkorps in St. Petersburg ein. Nach dem erfolgreichen Abschluss der Ausbildung wurde ihm von Admiral Pawel Nachimow ein Preis überreicht. Im Februar 1905 wurde er nach bestandener Prüfung zum Mitschman befördert. Darauf trat er im zweiten Jahr des Russisch-Japanischen Kriegs im Fernen Osten seinen Dienst an. Er war dann Wachoffizier auf dem erst nach Kriegsende wieder einsatzfähigen Geschützten Kreuzer Bogatyr und nahm an Auslandsfahrten teil.
1906 wurde Neupokojew Obersteuermann auf dem Transportschiff Schilka. Er erstellte eine Dokumentation der Kwantung-Halbinsel und der Ostküste Kamtschatkas und führte Vermessungen in Meeren des Pazifiks durch. Im Dezember 1909 wurde er zum Leutnant befördert.

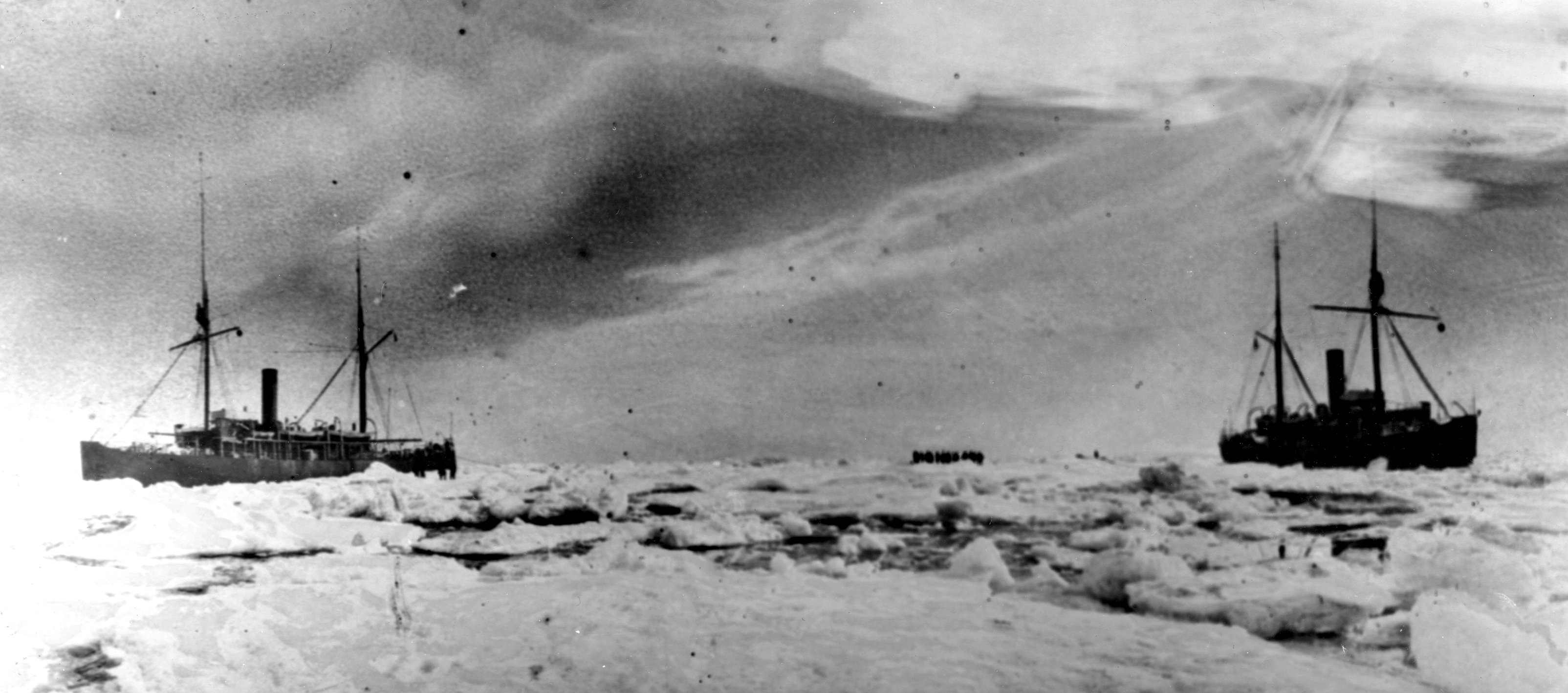
Taimyr und Waigatsch der Hydrographischen Expedition

Ab 1910 leitete Neupokojew auf dem Eisbrecher Waigatsch unter dem Kommando des Kapitäns 2. Ranges Alexander Koltschak die hydrographischen Arbeiten. Als Assistent des Leiters der Hydrographischen Expedition des Nördlichen Eismeers Iwan Sergejew sichtete er im September 1913 gleichzeitig mit Nikolai Jewgenow auf der Waigatsch und Leonid Starokadomski auf der Taimyr erstmals den Archipel Sewernaja Semlja. Neupokojew war an der Entdeckung der Wilkizkistraße, der Wilkizki-Insel, der Kleinen Taimyr-Insel, der Starokadomski-Insel und der Nowopaschenny-Insel (seit 1926 Schochow-Insel) beteiligt.
Während der ersten direkten Fahrt auf dem Nördlichen Seeweg 1914–1915 von Ost nach West im Ersten Weltkrieg unter dem Kommandanten Boris Wilkizki führte Neupokojew die hydrographischen Arbeiten durch. Als die Waigatsch im Eis einfror, überwinterte er mit der Mannschaft auf dem Kap Tscheljuskin. Im Oktober 1915 kam er in Archangelsk an. Er war an der ersten Dokumentation der Strömungen im westlichen Teil der Tschuktschensee und der entdeckten Inseln beteiligt. Seine Notizen waren die Grundlage für die ersten  Seehandbücher des Jenisseigolfs (veröffentlicht 1922).
Nach der Oktoberrevolution schloss sich Neupokojew der Roten Flotte an. Mit anderen initiierte er die Erneuerung der Hydrographischen Expedition im April 1918. Während des Bürgerkriegs kommandierte er das Spezialkommando der Expedition des Westsibirischen Bezirks des Arktischen Ozeans unter der Leitung Boris Wilkizkis. Sofort nach der Niederlage der weißen Truppen Admiral Koltschaks im November 1919 bereitete Neupokojew in Krasnojarsk die Fahrt der Schiffe der Hydrographischen Expedition für die Fahrt von Archangelsk zu den Ob- und Jenissei-Mündungen für die Brot-Expedition vor.
1922 wurde Neupokojew in Omsk Leiter der Verwaltung für Versorgung und Sicherheit der Schifffahrt auf der Karasee und in den Mündungen der sibirischen Flüsse. Im selben Jahr leitete er die erste sowjetische Auslandsfahrt des Hydrographie-Schiffs Metel von Petrograd um Skandinavien herum durch die Karasee zum Jenissei. 1923 wurde er mit der Entwicklung von Leichtern für den Nördlichen Seeweg beauftragt.
Neupokojew war verheiratet und hatte drei Kinder. Der jüngste Sohn Konstantin wurde zwei Wochen nach dem Tod des Vaters geboren.
Neupokojews Brüder Wladimir, Leonid und Dmitri waren ebenfalls Marineoffiziere. Leonid Neupokojew war Offizier auf dem Panzerkreuzer Knjas Potjomkin Tawritscheski und war in der Russischen Revolution 1905 von den meuternden Matrosen erschossen worden.
Neupokojew starb am 19. Januar 1924 an einer Blutvergiftung nach einer erfolglosen Blinddarmoperation und wurde auf dem Schuwalowskoje-Friedhof in Petrograd begraben.
Neupokojews Namen tragen die Neupokojew-Insel in der Karasee, eine Insel und eine Landzunge im Gydanbusen der Gydan-Halbinsel an der Karasee, ein Kap und eine Lagune im Südwesten der Bolschewik-Insel, eine Bucht an der Ostküste der Sewerny-Insel, eine Cala der Preobraschenije-Insel in der Laptewsee und die Neupokoyev Bight vor der Prinzessin-Martha-Küste des ostantarktischen Königin-Maud-Lands.

## Ehrungen
- Sankt-Stanislaus-Orden III. Klasse (1906), II. Klasse (1915)
- Russischer Orden der Heiligen Anna III. Klasse (1912)[1]